# Anpơ Ötztal
Anpơ Ötztal (tiếng Đức: Ötztaler Alpen) là một phần của rặng núi Anpơ Trung Đông, giữa dãy núi Anpơ, trải dài từ đầu thung lũng Ötztal, một thung lũng bên cạnh sông Inn, tây nam thành phố Innsbruck, Áo. Rặng núi này làm thành biên giới giữa Áo và Ý. Ranh giới phía tây là đèo Resia, phía đông chia cách với rặng Alpes Stubai bởi đèo Timmelsjoch.
Ngọn cao nhất của rặng Alpes Ötztal là Wildspitze, cũng là ngọn núi cao thứ nhì ở Áo (sau ngọn Großglockner).
Tháng 9 năm 1991 người băng Ötzi được tìm thấy ở Hauslabjoch giữa các ngọn Fineilspitze và Similaun.

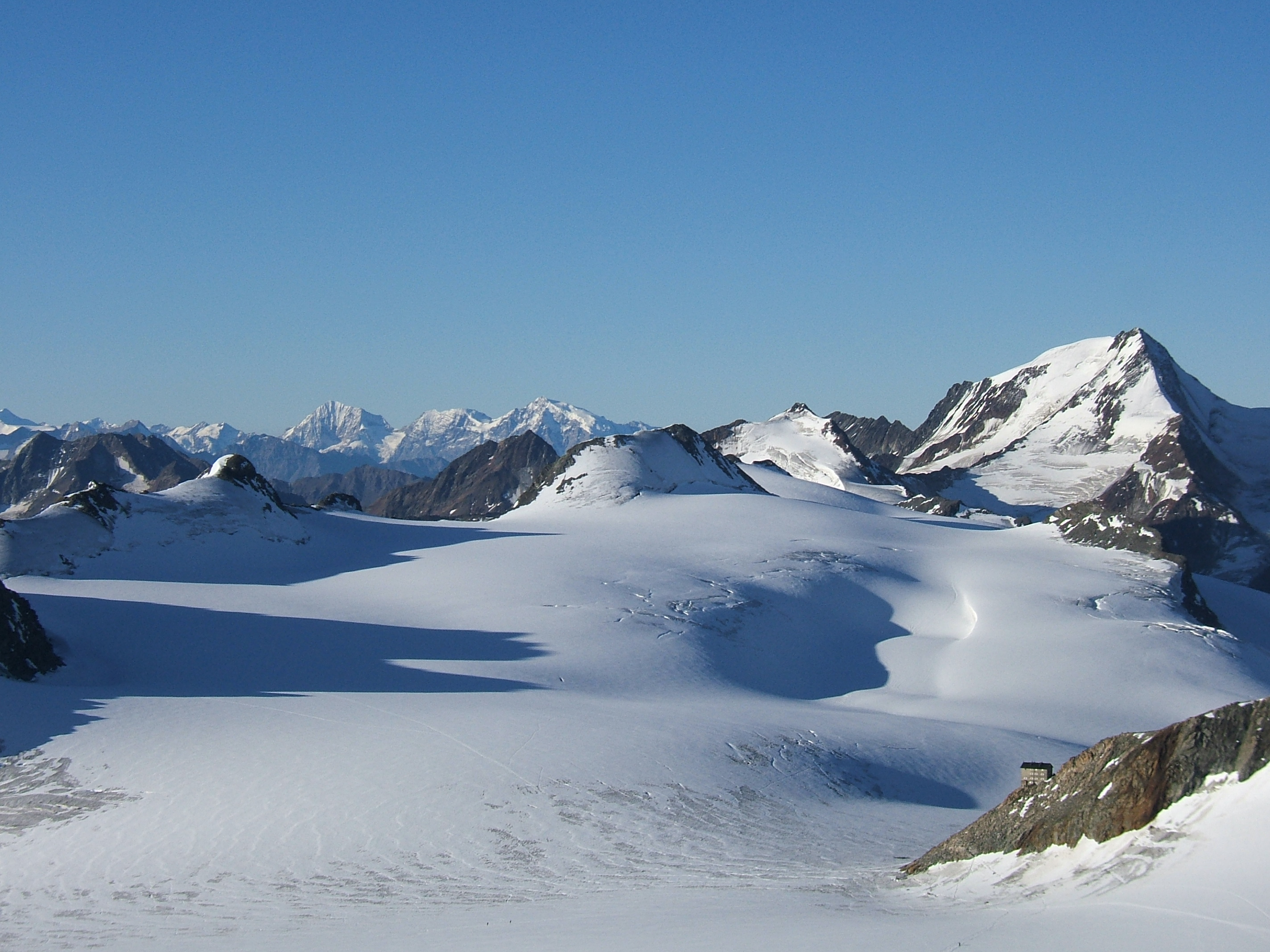
nhà Brandenburger trên núi Weißkugel.

## Các ngọn núi chính
| Ngọn núi           | Độ cao | Độ cao |
| Ngọn núi           | m      | ft     |
| ------------------ | ------ | ------ |
| Wildspitze         | 3,774  | 12,382 |
| Weißkugel          | 3,746  | 12,291 |
| Hintere Schwärze   | 3,633  | 11,920 |
| Similaun           | 3,603  | 11,821 |
| Grosser Ramolkogel | 3,551  | 11,651 |
| Hochvernagtspitze  | 3,531  | 11,585 |
| Schalfkogel        | 3,510  | 11,516 |
| Hochwilde          | 3,480  | 11,418 |
| Glockturm          | 3,356  | 11,011 |

## Các đèo chính
| Đèo núi                       | vị trí                          | loại     | độ cao (m/ft) | độ cao (m/ft) |
| ----------------------------- | ------------------------------- | -------- | ------------- | ------------- |
| Gepatschjoch                  | Vent tới Kaunertal              | tuyết    | 3243          | 10,640        |
| Ramoljoch                     | Vent tới Gurgl                  | tuyết    | 3194          | 10,479        |
| Langtaufererjoch              | Vent tới Resia Pass             | tuyết    | 3167          | 10,391        |
| Gurgler Eisjoch               | Gurgl tới Schnals               | tuyết    | 3137          | 10,292        |
| Langthalerjoch                | Gurgl tới Pfelders-Plan         | tuyết    | 3058          | 10,033        |
| Niederjoch                    | Vent tới Schnals                | tuyết    | 3017          | 9899          |
| Pitztalerjöchl                | Mittelberg (Pitztal) tới Sölden | tuyết    | 2995          | 9826          |
| Eisjöchl am Bild              | Pfelders tới Schnals            | tuyết    | 2908          | 9541          |
| Venter Hochjoch               | Vent tới Kurzras                | tuyết    | 2885          | 9465          |
| Timmelsjoch (Passo del Rombo) | Sölden tới Merano               | đường xe | 2509          | 8232          |
| Resia Pass                    | Landeck tới Merano              | đường xe | 1494          | 4902          |

## Các trạm thể thao mùa đông
- Curon Venosta
- Jerzens
- Laces
- Lagundo
- Moso in Passiria
- Nauders
- Parcines
- Sankt Leonhard im Pitztal
- Senales
- Sölden
- Tirolo